# Horst Borkowski

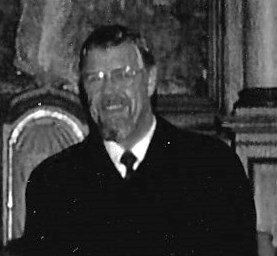
Horst Borkowski (1981)

Horst Borkowski (* 13. September 1921 in Kiel; † 12. Juli 2012 in Offenburg) war ein deutscher Baptistenpastor. Bekannt geworden ist er als Gründer der Missionsgesellschaft Missionarische Aktionen in Südamerika (MASA), die heute in die Europäisch-Baptistische Mission integriert ist und mehr als fünfzig Hilfsprojekte in Argentinien, Bolivien, Brasilien, Kuba, Peru und Portugal betreut.

## Leben
Horst Borkowski überlebte den Zweiten Weltkrieg schwer verwundet und kam als Kriegsgefangener nach Kanada. Hier reifte in ihm der Entschluss, Geistlicher zu werden. Nach seiner Entlassung bewarb er sich deshalb um einen Studienplatz am Theologischen Seminar des Bundes Evangelisch-Freikirchlicher Gemeinden, das seinen Sitz zwar in Hamburg hatte, aber infolge von starken Bombenschäden 1943 nach Wiedenest evakuiert worden war. 1946 wurde Borkowski immatrikuliert.
Dem dreijährigen Studium folgte eine Vikariatszeit in der Baptistengemeinde Gladbeck. 1952 erhielt Borkowski seine Anerkennung als Pastor des Bundes Evangelisch-Freikirchlicher Gemeinden (BEFG) und wechselte drei Jahre später nach Mannheim. Weitere Dienstorte Borkowskis waren Reutlingen (1963 – 1972) sowie Düsseldorf (1972 – 1981). Anschließend berief ihn die Leitung des BEFG zum Referatsleiter innerhalb ihrer Außenmission. Diesen Dienst versah Horst Borkowski bis zum Eintritt in den Ruhestand 1986.
Seinen Lebensabend verbrachte Borkowski in Offenburg, wo er 2012 im 90. Lebensjahr verstarb.

## Missionarische Aktionen in Südamerika (MASA)
Horst Borkowski nahm 1969 die Einladung an, sechs Monate unter deutschstämmigen Einwohnern in Argentinien und Südbrasilien zu evangelisieren. Seine Ehefrau Bertraud Borkowski besuchte in dieser Zeit unter anderem die Waisenkolonie Liebich in Ijuí. Die gemeinsamen Eindrücke veröffentlichte Horst Borkowski in einem Buch und löste damit in den Kreisen der deutschen Evangelisch-Freikirchlichen Gemeinden Betroffenheit aus. 1972 kam es auf Initiative von Borkowski zur Gründung der Missionarischen Aktionen in Südamerika (MASA). Ihre Aufgabenstellung sah diese Organisation zunächst in der Unterstützung von missionarisch-diakonischen Projekten in Argentinien und Brasilien. Gefördert wurden unter anderem die bereits erwähnte Kinderheimat Liebich sowie die Arbeit unter Toba-Indianern im Chaco und unter Grenzbewohnern im Gebiet Vila Bela / Mato Grosso. Weitere Projekte – darunter der Aufbau einer Bibelschule in Ijui – folgten. 1980 wurde in Peru ein neues Arbeitsfeld eröffnet. 1992 weitete sich die Missionsarbeit nach Bolivien aus und erreichte 1998 Kuba.
Seit 1979 sind die MASA in die Europäisch-Baptistische Mission integriert, haben aber ihren eigenen Arbeitsschwerpunkt.